# 日本サッカー協会ビル
日本サッカー協会ビル（にほんサッカーきょうかいビル）は、東京都文京区本郷に以前あった、公益財団法人日本サッカー協会 (JFA) が所有していた建築物。JFAのオフィスとして用いられ、JFA自身や各種報道ではJFAハウスという呼び名で知られた。
2002年日韓W杯が決定した4ヵ月後の1996年9月10日に開催された日本サッカー協会（JFA）創立75周年記念の席で、当時の長沼健JFA会長の「自社ビルを持ちたい」という発言が創設のスタート。

## 概略
三洋電機が首都圏における営業拠点として所有していた建物（三洋電機マーケティング・プラザビル、1993年完成）をJFAが2003年に購入したもので、購入資金は2002 FIFAワールドカップ（日韓W杯）の約130億円の黒字の一部と日韓W杯の赤字補てんに備えて貯めていた資金（ストック）から充当された。地上11階、地下3階建て。
同年9月にJFA事務局の移転と同時に、それまで各地に点在していた日本プロサッカーリーグ（Jリーグ）、日本フットボールリーグ(JFL)、日本女子サッカーリーグなど国内のサッカー事務局や関連企業を移転させ、同年12月22日に2002年W杯を記念した日本サッカーミュージアムを開設した。また、2002年に設立された東アジアサッカー連盟 (EAFF) の本部を誘致している。
文京区との交渉によってビルの面する通りが「サッカー通り（Football Avenue）」に改名された。
ちなみに、JFA会長だった川淵三郎は「このビルを実際に見ることのできなかった先輩がたくさんいる。今まで日本サッカー界のために尽力した方々のことを考えると、申し訳なくてオレは1階の正門玄関は使えない」と述べている。
社会情勢の変化などもあり、2023年限りでJFAが三井不動産レジデンシャルに売却の上で退去。今後は、オフィスビルとしての活用が模索される予定となっている（詳細後述）。

## 経緯
1921年9月10日、大日本蹴球協會（現・日本サッカー協会）が誕生し、東京府京橋区宗十郎町(現在の中央区西銀座付近)にあった大日本体育協会（現日本スポーツ協会）第2代会長岸清一（日本スポーツ界発展に尽力し、日本の「近代スポーツの父」と呼ばれている）法律事務所内体協事務所を間借りして活動を開始した。
関東大震災では岸清一邸を借りるなど、岸清一からの間借りは10年に渡って続いた。その後、9年間は岸清一とは関わりのない場所を借りていたが、岸清一の遺言により100万円（現在の28億円程に当たる）が寄付され1940年に東京府神田区神田駿河台に建設された岸記念体育会館に、1941年に移転した。
以来、大日本蹴球協會は53年間もの長きにわたり、岸記念体育会館の一室を間借りしていた（1964年に岸記念体育会館が新築に伴い移転した際も、一緒に移転した）。この53年間で1947年4月1日に大日本蹴球協會から日本蹴球協会へ名称変更、1942年4月には戦況悪化で大日本體育協會が財団法人大日本体育会に再編成され、他競技団体と共にその部会（蹴球部会）となり大日本蹴球協會が一時消滅。
1974年8月31日に財団法人になり、日本サッカー協会へ名称変更（誕生より53年間の任意団体状態から脱却）と一時消滅した時期も合わせ3回名称が変わり、さらに1993年5月15日には日本初のプロサッカーリーグJリーグが開幕した。
初年度のJリーグブームにより、収入が増大したことにより、1994年に東京都渋谷区道玄坂のオフィスビル五島育英会ビル2階に移転した。さらに5年後の1999年には、同じ渋谷区道玄坂の渋谷野村ビル3階に移転した。このビルの年間賃料は1億円を超えていたという。
1996年5月31日、2002 FIFAワールドカップの日韓共催が決定し、直後に試算した結果、2か国開催によって「収入は半減・支出は不変」となることから、2002年日韓Ｗ杯は赤字になると見込まれた。その赤字補填の為に、日韓Ｗ杯の収支試算が出た直後からJFAは資金（ストック）を貯めていった。
1997年、JFAは設立75周年を機に「JFAアクションプラン」を策定した。その中に、長沼健JFA会長は「自前のJFAハウスを持つ」と明記した。もちろん、長沼もすぐに実現するとは思っておらず、遠大な目標のつもりだった。ところが、実際に日韓Ｗ杯が終了すると、日本Ｗ杯組織委員会 (JAWOC) は約130億円の黒字を計上した。
その黒字の一部とJFAが日韓Ｗ杯の赤字補填に備えて貯めていた資金を合わせて、JFAは三洋電機株式会社が所有していたビルを約60億円で2003年に購入した。この時、長沼は既にJFA会長を退いていたが、長沼が遠大な目標としてJFAアクションプランに「JFAハウスを持つ」と記してからわずか6年後に目標が実現したのだった。
2003年9月、JFA事務局の移転と同時に日本プロサッカーリーグ（Jリーグ）、日本フットボールリーグ (JFL)、日本女子サッカーリーグなど国内のサッカー事務局や関連企業も都内各地などから移転し、同年12月22日に2002年W杯を記念した日本サッカーミュージアムを開設した。
自前のJFAハウスに移転してから9年後の2012年4月1日、JFAは財団法人から公益財団法人となり、文部科学省から完全な独立を果たした（2012年3月31日までは文部科学省がJFAの監督官庁であり、JFAの財務諸表等を提出する義務があった）。
新型コロナウイルスの影響によるテレワークの導入などに伴い、オフィス使用率が低迷していること、また、過去1年のJFA職員の平均の出勤率が19.5％に低下、そして、今後、このビルの修繕費が14億円以上かかることを踏まえて、2022年3月15日に行われたJFA理事会で本ビルを三井不動産レジデンシャルに売却することを決定し、同日発表した。JFA専務理事の須原清貴は「売却金額は非公開ではあるが、100億円を超える売買契約になる」と語っている。JFA事務局などの移転先については文京区や高円宮記念JFA夢フィールドがある千葉県千葉市の幕張新都心地区などが検討されていたが、2023年1月19日に行われたJFA理事会で、文京区後楽のトヨタ東京ビルの4階から7階に入居する前提で賃貸借契約を結ぶことが承認され、2023年6月26日からトヨタ東京ビルに拠点を移すことが公表された。なお、当ビル内にあった公益財団法人日本プロサッカーリーグ事務局はトヨタ東京ビルではなく千代田区丸の内の明治安田生命本社ビルに移転するほか、JFAミュージアムの移転先は未定となっている。また日本サッカー協会ビルの利活用については三井不動産が検討を行うことになっている。

## JFA所在地の変遷
- 1921年9月10日 - 東京府京橋区宗十郎町 岸清一法律事務所内体協事務所
  - 大日本体育協会（現日本スポーツ協会）第2代会長岸清一の法律事務所内を間借り[4]。
- 1923年 - 東京府芝区伊血町 岸清一邸＊関東大震災で移転[4]。
- 1925年 - 東京府京橋区宗十郎町 岸清一法律事務所内[4]
- 1931年 - 東京府北豊島郡高田町 鈴木重義自宅[4]
- 1932年 - 東京府芝区新橋 駒場ビル2階[4]
- 1941年 - 東京府神田駿河台 岸記念体育会館[4]
- 1964年 - 東京都渋谷区神南1-1-1 岸記念体育会館＊岸記念体育会館が新築に伴い移転した為[4]。
- 1994年 - 東京都渋谷区道玄坂 五島育英会ビル2階[4]
- 1999年 - 東京都渋谷区道玄坂 渋谷野村ビル3階＊年間賃料は1億円を超えていたという[4]。
- 2003年9月 - 東京都文京区本郷3丁目10番15号 日本サッカー協会ビル（JFAハウス）＊日本サッカー協会(JFA)自体がビルのオーナー[4]。
- 2023年6月 - 東京都文京区後楽1丁目4-18 トヨタ東京ビル

## フロア
2012年4月時点。なお、名称は最新の名称で記述。
| 11階 | 公益財団法人 日本サッカー協会(JFA) | 公益財団法人 日本サッカー協会(JFA)                                             |
| 10階 | 公益財団法人 日本サッカー協会(JFA) | 公益財団法人 日本サッカー協会(JFA)                                             |
| 9階  | 公益社団法人 日本プロサッカーリーグ（Jリーグ） | 公益社団法人 日本プロサッカーリーグ（Jリーグ）                                 |
| 8階  | 東アジアサッカー連盟(EAFF) Jリーグメディアプロモーション Jリーグデータセンター | 東アジアサッカー連盟(EAFF) Jリーグメディアプロモーション Jリーグデータセンター |
| 7階  | 日本フットボールリーグ(JFL) 日本女子サッカーリーグ（なでしこリーグ） 全国社会人サッカー連盟 全日本大学サッカー連盟 関東大学サッカー連盟 全日本大学女子サッカー連盟 日本クラブユースサッカー連盟 日本フットサル連盟（Fリーグ） 日本サッカー後援会 Jリーグエンタープライズ Jリーグフォト株式会社 株式会社J・セイフティ |                                                                                |
| 6階  | |                                                                                |
| 5階  | 西鉄旅行株式会社\| |                                                                                |
| 4階  | 会議室、記者室 | アスカ美装株式会社                                                             |
| 3階  | 食堂、ラウンジ | 食堂、ラウンジ                                                                 |
| 2階  | 不明 | 不明                                                                           |
| 1階  | エントランスホール | 日本サッカーミュージアム                                                       |
| B1階 | 駐車場 | 日本サッカーミュージアム                                                       |
| B2階 | 駐車場 | 日本サッカーミュージアム                                                       |
| B3階 | 駐車場 |                                                                                |